# Sargònides

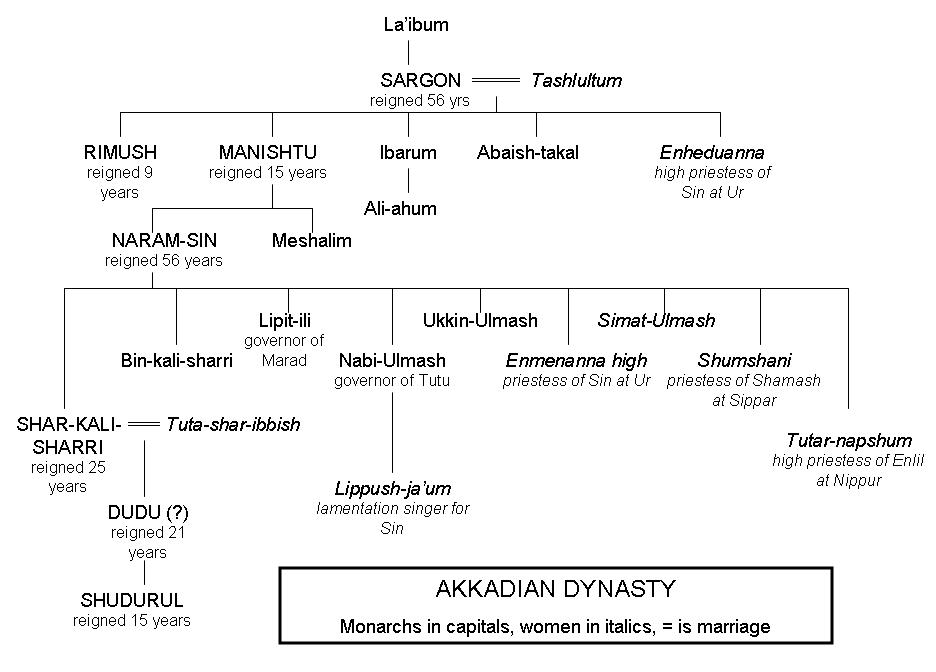
genealogia

La dinastia dels sargònides va ser una nissaga que va regnar a Accàdia des de l'any 2235 aC aproximadament a la cronologia mínima o curta. La dinastia la van formar els següents sobirans: 
- Sargon, rei d'Accad, va regnar 56 anys
- Rimuix, fill, 9 anys
- Man-Ishtishu, germà gran de Rimuix, 15 anys
- Naram-Sin, fill de Man-Ishtishu, 56 anys
- Shar-Kali-Sharri, fill de Naram-Sin, 25 anys
- Usurpacions, uns tres anys (Irgigi, Imi, Nanum, Ilulu, no sargònides)
- Dudu, fill de Shar-Kali-Sharri, 21 anys
- Shu-Durul, fill de Dudu, 15 anys

Més rarament es parla dels sargònides d'Assíria, la nissaga que va governar el país als darrers anys de l'imperi, formada pels següents sobirans:
- Sargon II 722-705 aC
- Sennàquerib, fill 705-681 aC
- Assarhaddon, fill 681-669 aC
- Assurbanipal, fill 669-631 o 627 aC
- Ashuretililani, fill, vers 631 o 630-627 o 626 aC
- Sinshumulishir (usurpador) 626 aC
- Sinsharishkun, fill d'Assurbanipal, vers 626-612 aC
- Ashuruballit II, germà, vers 612-609 aC (a Harran).[1][2]